# Karen Vogtmann
Karen Vogtmann, née le 13 juillet 1949 à Pittsburg en Californie, est une mathématicienne américaine. Elle enseigne et dirige ses recherches à l'université Cornell et à l'université de Warwick.

## Formation
L'inspiration de Vogtmann pour les mathématiques est venue d'un programme d'été de la National Science Foundation étudiants de l'université de Californie à Berkeley.
Elle obtient un B.A. à l'université de Californie à Berkeley en 1971. Vogtmann y obtient ensuite son doctorat en mathématiquesen 1977. Son directeur de thèse est John Wagoner et sa thèse portait sur la K-théorie algébrique.
Elle a ensuite occupé des postes à l'université du Michigan, l'université Brandeis et l'université Columbia. Vogtmann est membre de la faculté de l'université Cornell depuis 1984, et elle devient Full Professor à Cornell en 1994. En septembre 2013, elle rejoint également l'université de Warwick. Elle occupe actuellement des postes à la fois à Cornell et Warwick.

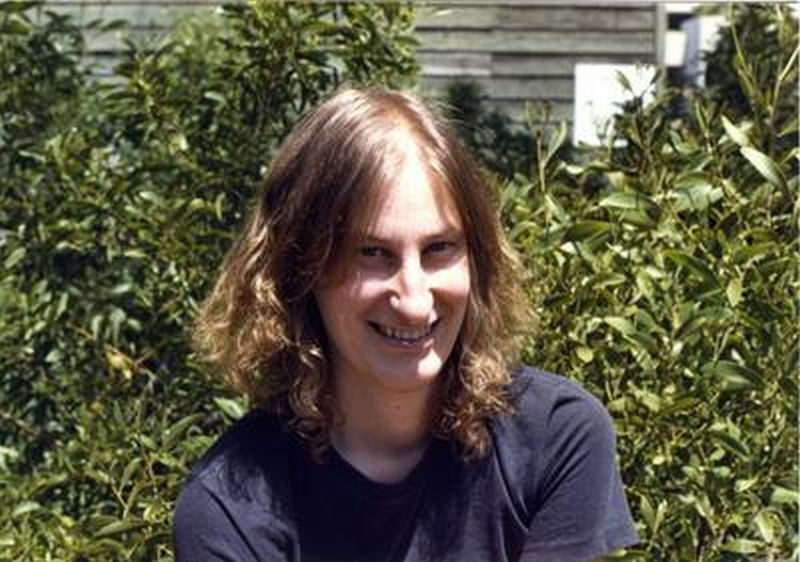
Karen Vogtmann en 1982

## Travaux
Ses travaux portent sur la théorie géométrique des groupes, la topologie en basses dimensions et l'homologie des groupes. Notamment elle est connue pour avoir introduit dans un article de 1986 avec Marc Culler (en) un objet actuellement connu sous le nom de Outre-espace de Culler-Vogtmann. Cet espace est un analogue de l'espace de Teichmüller d'une surface de Riemann et il est particulièrement utile dans l'étude du groupe Out(Fn) (en) des automorphismes extérieurs du groupe libre.

## Prix et distinctions
Elle est fellow de l'American Mathematical Society depuis 2012  et elle a été lauréate de la Noether Lecture en 2007 par l'Association for Women in Mathematics,, pour « her fundamental contributions to geometric group theory; in particular, to the study of the automorphism group of a free group ».
Elle a ainsi donné la conférence Automorphisms of Free Groups, Outer Space and Beyond à La Nouvelles-Orléans en janvier 2007,.
En 2014 elle est lauréate du Wolfson Research Merit Award décerné par la Royal Society et reçoit également le prix de recherche Humboldt.
Karen Vogtmann délivre la Emmy Noether lecture au congrès international des mathématiciens 2026 à Philadelphie.
Karen Vogtmann est conférencière invitée au congrès international des mathématiciens à Madrid en août 2006, avec pour sujet The cohomology of automorphisms groups of free groups,. Elle délivre une conférence plénière au Congrès européen de mathématiques de Berlin, 2016, avec un exposé intitulé The topology and geometry of automorphism groups of free groups.
Vogtmann est vice-présidente de l'American Mathematical Society (2003–2006),. Elle a également siégé au Board of Trustees de l'American Mathematical Society pour la période février 2008 – janvier 2013.
Vogtmann est membre du comité éditorial de la revue Algebraic and Geometric Topology. Elle est également membre du comité consultatif de ArXiv.
Depuis 1986 Vogtmann co-organise la conférence annuelle Cornell Topology Festival qui se déroule habituellement en mai à l'université Cornell.
Du 21 au 25 juin 2010 s'est déroulée la conférence de théorie géométrique des groupes Vogtmannfest en l'honneur de Karen Vogtmann à l'occasion de son anniversaire, à la Faculté des sciences de Luminy, en France.

## Sélection de travaux
- Karen Vogtmann, « Spherical posets and homology stability for On,n », Topology, vol. 20, no 2,‎ 1981, p. 119–132 (DOI 10.1016/0040-9383(81)90032-x, MR 0605652, lire en ligne)
- Marc Culler et Karen Vogtmann, « Moduli of graphs and automorphisms of free groups », Inventiones mathematicae, vol. 84, no 1,‎ 1986, p. 91–119 (DOI 10.1007/BF01388734, MR 0830040, lire en ligne)
- Allen Hatcher et Karen Vogtmann, « Cerf theory for graphs », Journal of the London Mathematical Society (2), vol. 58, no 3,‎ 1998, p. 633–655 (DOI 10.1112/s0024610798006644, MR 1678155, lire en ligne)
- Louis J. Billera, Susan P. Holmes et Karen Vogtmann, « A Grove of Evolutionary Trees », Advances in Applied Mathematics, vol. 27, no 4,‎ 2001, p. 733–767 (DOI 10.1006/aama.2001.0759, MR 1867931, lire en ligne)
- James Conant et Karen Vogtmann, « Morita classes in the homology of automorphism groups of free groups », Topology, vol. 8,‎ 2004, p. 1471–1499 (DOI 10.2140/gt.2004.8.1471, MR 2119302, lire en ligne)
- Graduate Texts in Mathematics n°60. Mathematical Methods of Classical Mechanics, Vladimir Arnold, Alan D. Weinstein et Karen Vogtmann, 1989  (ISBN 978-0-387-96890-2)